# ハマダスクス
ハマダスクス（学名：Hamadasuchus）は、モロッコのケムケム層群からタイプ種H. rebouliのホロタイプ標本が発見された、白亜紀に生息したワニ形上目の属。歯に細かい鋸歯が存在し、また歯自体も密である点を特徴とする。原記載論文Buffetaut (1994)により歯と歯骨のみが記載され、その後Larsson and Sues (2007)により他の頭蓋骨要素が記載されたが、Pochat-Cottilloux et al. (2023)により整理され、さらなる研究が求められている。

## 研究史
ハマダスクスはモロッコに分布するケムケム層群の未特定の層準から発見された6本の歯を含む左歯骨（標本番号：MDE C001）に基づいてBuffetaut (1994)により命名された。その後追加の歯がケムケム層群の上部から発見されており、この標本はLarsson and Sidor (1999)により記載された。
歯と歯骨以外の化石はロイヤルオンタリオ博物館に所蔵された複数の頭蓋骨要素を用いてLarsson and Sues (2007)により記載された。これらの化石は厳密な産地が特定されていないもののケムケム層群から産出したものとされており、生息年代は前期白亜紀アルビアン期から後期白亜紀セノマニアン期の間とみられている。Larsson and Sues (2007)によりH. rebouliとして同定され記載に用いられた標本は以下の通りである。
- ROM 52620 - 大型個体の完全な頭蓋骨
- ROM 54585 - 別の大型個体の頭蓋天井（英語版）の眼窩間の領域
- ROM 49282 - 小型個体の吻部と部分的な左下顎枝
- ROM 52059 - 左頬骨と方形頬骨が付着している、保存の良い神経頭蓋の後側部
- ROM 54511 - 保存の良い神経頭蓋の後側部
- ROM 54113 - 小型個体の断片的神経頭蓋
- ROM 52045 - 大型個体のほぼ完全な右歯骨
- ROM 52047 - 小型個体の左歯骨

一方で、Pochat-Cottilloux et al. (2023)はH. rebouliに分類されている頭蓋骨のいくつかが本属でなくペイロサウルス科の別の属あるいは種のものであることを指摘した。Pochat-Cottilloux et al. (2023)は保存の良い下顎の標本MNHN-SAM 136をハマダスクス属に分類し、この他にH. rebouliに分類される標本としてホロタイプ標本MDE C001とROM 49282を挙げている。Pochat-Cottilloux et al. (2023)によれば、MNHN-SAM 136はHamadasuchus cf. rebouliとされ、またBuffetaut (1994)の基準に照らせばH. rebouliになるという。
Pochat-Cottilloux et al. (2023)は、Nicholl et al. (2021)により記載・命名されたAntaeusuchusがハマダスクス属のジュニアシノニムである可能性も指摘している。Pochat-Cottilloux et al. (2023)はAntaeusuchus taouzensisのホロタイプ標本NHMUK PV R36829について、他の分類群から明確に区別される独立した分類群とした上で、ハマダスクス属に属する別種とした。またこの時、A. taouzensisのパラタイプ標本NHMUK PV R36874はNHMUK PV R36829と比べて下顎結合の歯骨部に完全に含まれる歯槽が少ないとされ、ハマダスクス属の標本ROM 49282とNMC 41784に類似することが指摘された。

## 特徴

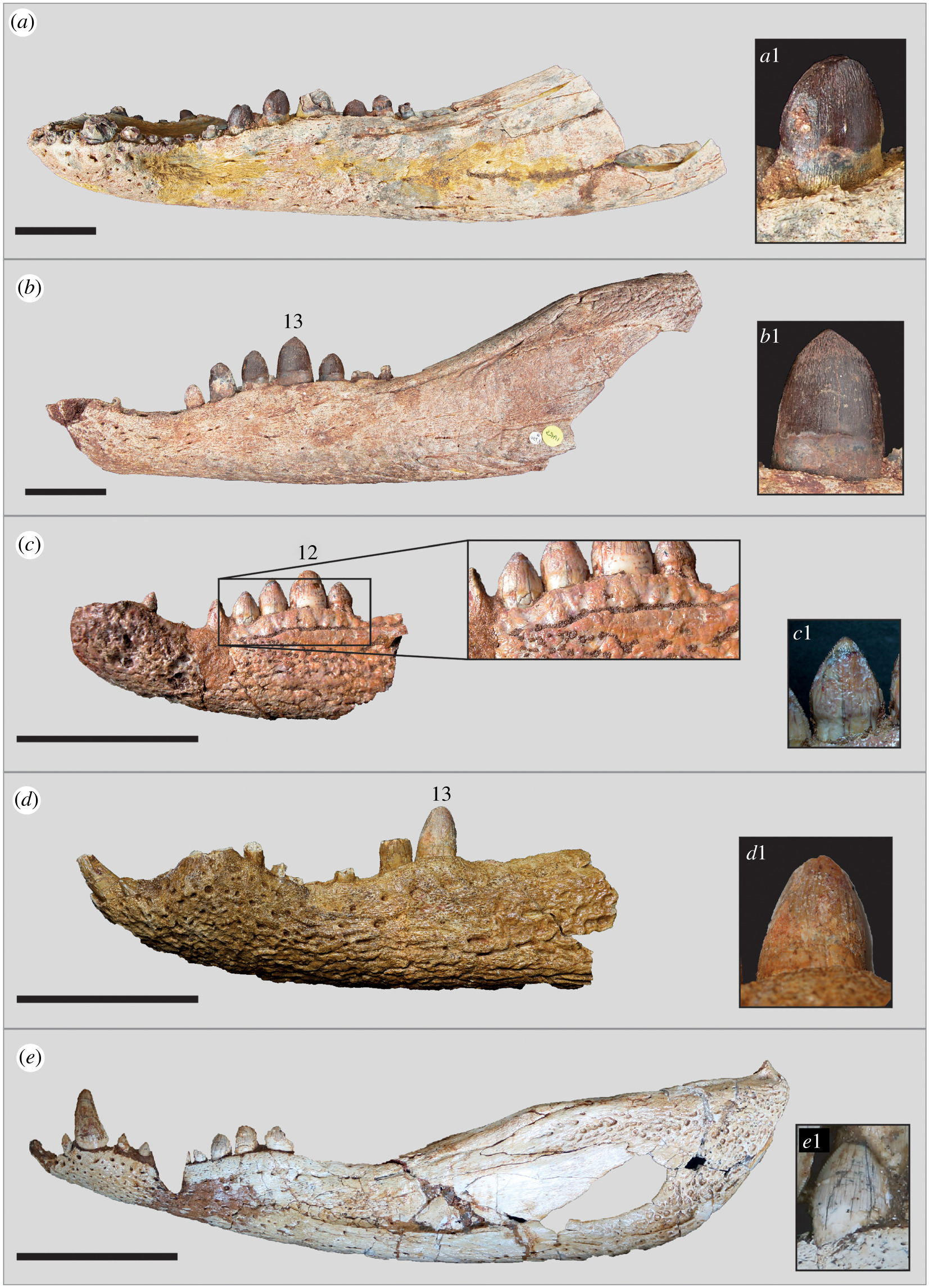
（a, b）とハマダスクス（c, d, e）の比較。aはNHMUK PV 36829、bはNHMUK PV R36874、cはMDE C001、dはROM 49282、eはBSPG 2005 I 83

Pochat-Cottilloux et al. (2023)によれば、ハマダスクスは複数の形質状態の組み合わせによって特徴づけられる。具体的には、最低15個の歯槽が歯骨に存在すること、全ての歯槽がごく近接すること、最低4個の非常に小型の歯槽が大型の4個の歯槽の後側に位置すること、後側の歯槽が外側から視認可能なこと、11個の歯槽が下顎結合に完全に含まれていること、結合部分が背腹方向に浅く内外方向に狭いこと、歯骨-板状骨間の縫合線が前内側から後外側に向いていて左右の顎が揃えばV字型に見えること、上顎窓の前側で歯骨の腹外側面が横方向に圧搾していること、歯骨が下顎窓の下で後側に伸びること、歯骨の前側の歯槽が伏せていること、大型の上顎骨歯を受け止める窪みが歯骨の第7歯から第8歯にかけての外側に存在すること、外下顎窓の直上で上角骨が歯骨に重なることが挙げられている。
ハマダスクスは歯が密に並び、その縁に細かい鋸歯が存在し、また歯自体が内外側方向に薄いことがかつてBuffetaut (1994)により標徴形質とされた。これらの歯が第5歯から第13歯と推測される下顎中部の骨であるため、口腔の前側と後側の歯の形態や間隔は不明である。現生ワニは同形歯性を示すが、ハマダスクスは比較的異なる形態の歯を持つ異形歯性であったと見られており、その歯に3種類の形態が存在する。
Buffetaut (1994)はホロタイプ標本の保存部位の前側部に存在する歯槽が犬歯状歯を収納した可能性を指摘しており、またLarsson and Sidor (1999)は別の標本において歯列の中部に犬歯状の歯が存在する可能性を指摘している。犬歯状歯と見られる歯は円錐形をなし、後舌側に弱く湾曲しており、舌側と唇側の両方に溝を有する。歯列の中部に存在する歯は側面から見て三角形で、歯冠と歯根の間にくびれを持つ。より後側の歯は目立った頂点を失い、丸みを帯びたドーム状の形態を示す。また後側の歯は歯冠-歯根間の狭窄がより顕著であり、外側面が内側面と比べて凸である。いずれの歯も細かい鋸歯を有しており、その歯の形態・位置によって異なるが1ミリメートルあたり3.5個～6個程度の鋸歯を持つ。
なおLarsson and Sues (2007)は鼻骨の形態や上側頭窓の高さ、頭部の後側の骨（鱗状骨・後眼窩骨・外翼状骨・口蓋骨・翼状骨など）の形態を標徴形質として記相に用いていたが、これらはPochat-Cottilloux et al. (2023)に継承されていない。Larsson and Sues (2007)は前眼窩窩から前側に伸びる浅い背側・腹側の溝を本属の固有派生形質としていたが、これもPochat-Cottilloux et al. (2023)の記相に盛り込まれてはいない。

## 分類
原記載論文Buffetaut (1994)ではトレマトチャンプサ科、本属を再記載したLarsson and Sues (2007)ではセベキア類に分類された。ワニ形類の包括的系統解析を実施したAdams (2013)の系統樹によれば、ハマダスクスはウベラバスクス、モンテアルトスクス、ペイロサウルス、ロマスクスの4属に近縁とされている。ハマダスクスを含むこれら5属はノトスクス類の基盤的位置に置かれている。
2020年代の研究では、ハマダスクスはノトスクス類のうちペイロサウルス科に分類されている。Pochat-Cottilloux et al. (2023)の系統解析では、ハマダスクスはBarrosasuchus、Bayomesasuchus、Colhuehuapisuchus、Kinesuchusと多分岐を形成した。また、ペイロサウルス科自体が多系統群として系統樹に反映されている。